# Daniela Gini
Daniela Gini (Roma, 14 agosto 1977) è un'ex rugbista a 15 italiana, in carriera attiva nel ruolo di terza e, talora, seconda linea.

## Biografia
Figlia di Massimo Gini, già giocatore del Rugby Roma e internazionale per l'Italia tra gli anni sessanta e settanta, Daniela Gini iniziò a giocare a rugby a 13 anni nelle giovanili della S.S. Lazio; l'assenza di un torneo under-14, tuttavia, non le permetteva di scendere in campo in maniera ufficiale.
A 14 anni fu tesserata dalla femminile del Rugby Roma.
Già nel 1993, a 16 anni, esordì in nazionale italiana, a Rovigo contro la Francia.
Dopo 7 stagioni nel Rugby Roma, passò al CUS Roma, per poi fare ritorno dopo sei anni alla società d'origine; a causa della crisi economica del club che nel 2007 chiuse la sezione femminile, emigrò con molte compagne di squadra nella neoistituita Red & Blu, squadra provinciale con sede a Colleferro, della quale divenne capitano capitano; nel 2010, a 33 anni, chiuse l'attività agonistica.
In nazionale ha disputato due Coppe del Mondo (1998 e 2002), tutte le edizioni dei tornei europei femminili laureandosi campione d'Europa nel 2005 e saltando solo quello del 2004 per maternità, nonché tutti i Sei Nazioni, nella cui edizione 2010, il 12 marzo a Montpellier contro la Francia, divenne la quinta italiana a raggiungere quota 50 test match; a parte la maternità, l'unica altra interruzione della sua attività fu dovuta a un infortunio occorsole nel novembre 2005, in cui si procurò una frattura a malleoli e perone nel segnare una meta.
Di professione contabile, è sposata con Vincenzo Biondi, già rugbista per L’Aquila, campione d'Italia 1993-94, e ha una figlia nata nel 2004; nel 2005 fu anche commentatrice per Sky degli incontri dell'Italia nel Sei Nazioni.

## Palmarès
- Campionati europei: 1
Italia: 2005